# Follow the Leader (film, 1930)
Pour plus de détails, voir Fiche technique et Distribution.
Follow the Leader est un film américain de genre comédie musicale réalisé par Norman Taurog, sorti en 1930.
C'est le premier film sonore dans lequel joue l'acteur Ed Wynn.

## Synopsis
Plusieurs employé d'un cabaret se retrouvent mêlé dans une affaire de kidnapping.

## Fiche technique
- Titre : Follow the Leader
- Réalisation : Norman Taurog
- Scénario : 	Gertrude Purcell, Sid Silvers, George White
- Photographie : Larry Williams
- Production : Paramount Pictures
- Montage : Barney Rogan
- Pays d'origine : États-Unis
- Format : Noir et blanc
- Genre : Comédie romantique, film musical, film de gangsters[2]
- Date de sortie :
  - États-Unis : 1930

## Distribution
- Ed Wynn : Crickets
- Ginger Rogers : Mary Brennan
- Stanley Smith : Jimmy Moore
- Lou Holtz : Sam Platz
- Lida Lane : Ma Brennan
- Ethel Merman : Helen King
- Bobby Watson : George White
- Donald Kirke : R. C. Black
- William Halligan : Bob Sterling
- Holly Hall : Fritzie Devere
- Preston Foster : Two-Gun Terry
- James C. Morton : Mickie
- Tammany Young : Bull
- Jack La Rue : un gangster
- William Gargan : un gangster